# Bob Schnelker
Bob Schnelker (17 de outubro de 1928 – 12 de dezembro de 2016) foi um jogador de futebol americano estadunidense que foi campeão da Temporada de 1956 da National Football League jogando pelo New York Giants.
Morreu em 12 de dezembro de 2016, aos 88 anos.